# Provinciale weg 440
De provinciale weg 440 (N440) is een provinciale weg in de provincie Zuid-Holland. De weg vormt een verbinding tussen gemeentelijke stadsroute S200 en rijksweg N14. Dit nummer staat alleen op de hectometerpalen, terwijl S200 staat op de verwijzingbord. De N440 is deel van de Ring Den Haag.

## Landscheidingsweg
De Landscheidingsweg maakt deel uit van de Noordelijke Randweg Haagse Regio (NORAH), is aangelegd op een deel van de oude Hofpleinlijn naar Scheveningen,  en moest verbreed en aangepast worden, waartegen jarenlang is geprotesteerd en waaraan jarenlang werd gewerkt:
- In 2002 is het voormalige spoorviaduct van de Hofpleinlijn over de N44 afgebroken en vervangen door een nieuwe kruising met viaduct.
- Dit weg werd verbreed van 1x1 naar 2x2
- Er is een ecoduct gemaakt waar de paarden van de nabijgelegen maneges overheen kunnen om naar de duinen te gaan.[2]
- In 2006, tijdens het verbreden van de Landscheidingsweg, is door een graafmachine een Duitse mijn uit de Tweede Wereldoorlog gevonden[3].

Langs de Landscheidingsweg lag onder andere de Alexanderkazerne (afgebroken in 2012), en liggen een complex van de NAVO en TNO, de renbaan Duindigt, hockeyvelden, golfbanen en de Waalsdorpervlakte.
De naam Landscheidingsweg heeft een historische betekenis. Het vormt de scheidingslijn tussen de Hoogheemraadschappen Delfland en Rijnland. Het is ook de waterscheiding tussen Rijnland (de Rijn) en Delfland (de Maas).
N23 · N194 · N196 · N197 · N198 · N199 · N200 · N201 · N202 · N203 · N204 · N205 · N206 · N207 · N208 · N209 · N210 · N211 · N212 · N213 · N214 · N215 · N216 · N217 · N218 · N219 · N220 · N221 · N222 · N223 · N224 · N225 · N226 · N227 · N228 · N229 · N230 · N231 · N232 · N233 · N234 · N235 · N236 · N237 · N238 · N239 · N240 · N241 · N242 · N243 · N244 · N245 · N246 · N247 · N248 · N249 · N250 · N307

N401 · N402 · N403 · N404 · N405 · N406 · N407 · N408 · N409 · N410 · N411 · N412 · N413 · N414 · N415 · N416 · N417 · N418 · N419 · N420 · N421 · N439 · N440 · N441 · N442 · N443 · N444 · N445 · N446 · N447 · N448 · N449 · N450 · N451 · N452 · N453 · N454 · N455 · N456 · N457 · N458 · N459 · N460 · N461 · N462 · N463 · N464 · N465 · N466 · N467 · N468 · N469 · N470 · N471 · N472 · N473 · N474 · N475 · N476 · N477 · N478 · N479 · N480 · N481 · N482 · N483 · N484 · N487 · N488 · N489 · N490 · N491 · N492 · N493 · N494 · N495 · N496 · N497 · N498 · N501 · N502 · N503 · N504 · N505 · N505 (Andijk) · N506 · N507 · N508 · N509 · N510 · N511 · N512 · N513 · N514 · N515 · N516 · N517 · N518 · N519 · N520 · N521 · N522 · N523 · N524 · N525 · N526 · N527 · N806 · N830 · N848

Cursief vermelde wegen zijn voormalige Provinciale wegen
 Den Haag ·   ·  ·  · · ·  ·  ·  ·  ·  ·  

 Haagsche tunnels: Koningstunnel · Hubertustunnel · Victory Boogie Woogietunnel